# Erhard Wunderlich
Erhard Wunderlich, genannt Sepp (* 14. Dezember 1956 in Augsburg; † 4. Oktober 2012 in Köln), war ein deutscher Handballspieler. Seine Spielposition war Rückraum links.

## Laufbahn
1976 wechselte Erhard Wunderlich vom FC Augsburg zum VfL Gummersbach. Von 1976 bis 1986 spielte er in der deutschen Nationalmannschaft; in 140 Spielen erzielte er 504 Tore. 1983 ging er zum FC Barcelona. Der VfL Gummersbach, der ein Ablösespiel für Wunderlich forderte, und der Deutsche Handballbund (DHB), der eine Verletzung des damals für Handballspieler geltenden Amateurstatus sah, wollten den Wechsel zunächst verhindern. Der DHB verhängte eine einjährige Spielsperre gegen Wunderlich, der sich mit dem FC Barcelona auf einen Vierjahresvertrag geeinigt und öffentlich gesagt hatte, er erhalte in Barcelona insgesamt 2,5 Millionen D-Mark Gehalt. Der VfL Gummersbach erteilte nach der Zusage eines Spiels gegen Barcelona die Freigabe, die vom Verband ausgesprochene Sperre wurde nicht umgesetzt.
Er nahm 1984 ein Angebot des TSV Milbertshofen an und ging damit in die 2. Bundesliga. Wunderlich trat gleichzeitig in Weilheim eine Arbeitsstelle als Generalvertreter des Unternehmens Minolta an. Ein weiterer Grund für seine Deutschland-Rückkehr war, dass das Kind, das Wunderlichs Ehefrau erwartete, in seinem Heimatland zur Welt kommen sollte. Er stieg 1986 mit Milbertshofen in die Handball-Bundesliga auf und spielte bis 1989 für den TSV. Er beendete seine aktive Laufbahn als Spieler des VfL Bad Schwartau, nachdem er 1991 mit dem VfL den Bundesligaaufstieg geschafft hatte. Von 1990 bis 1993 war Erhard Wunderlich als Manager beim TSV Milbertshofen tätig und holte mit seinem ehemaligen Bundestrainer Vlado Stenzel die Deutsche Vizemeisterschaft und mit dem ungarischen Trainer András Pecsenye den Europapokal der Pokalsieger an die Isar. In dieser Zeit gab er Anfang 1993 im Spiel gegen Düsseldorf aufgrund personeller Engpässe der Milbertshofener ein fünfminütiges Comeback in der Handball-Bundesliga. Anschließend war er noch ein Jahr als Trainer und Manager beim VfL Bad Schwartau tätig. Eine Zusammenarbeit mit der Handball-Bundesliga wurde 2005 nach kurzer Zeit wieder beendet.

## Besondere Erfolge
Im Alter von 21 Jahren gehörte er 1978 als jüngster Spieler dem Team an, das im Endspiel gegen die Sowjetunion Weltmeister wurde. Zu seinen Mitspielern gehörten u. a. Heiner Brand und Joachim Deckarm. 1982 wurde er Militärweltmeister. Bei den Olympischen Spielen 1984 in Los Angeles gewann die Nationalmannschaft mit Wunderlich die Silbermedaille. In der Saison 1981/82 und der Saison 1982/83 wurde er jeweils als Spieler des VfL Gummersbach Torschützenkönig der Handball-Bundesliga (1981/82 mit 214 Feldtoren und 91 Siebenmetern und 1982/83 mit 182 Feldtoren und 60 Siebenmetern). Mit dem VfL Gummersbach gewann er außerdem alle internationalen und nationalen Vereinstitel. Erhard Wunderlich krönte seine Titelsammlung mit dem VfL 1983 mit dem Gewinn des Europapokals der Landesmeister (dem Vorläufer der Champions League) und der Europameisterschaft der Vereinsmannschaften. In den Jahren 1981 und 1982 wurde er in Deutschland zum „Handballer des Jahres“ und 1999 zum „Handballspieler des Jahrhunderts“ gewählt.

## Privatleben
In den 1990er Jahren war Wunderlich Inhaber eines Unternehmens für Büroausrüstung in Seeshaupt am Starnberger See.  Er hatte aus erster Ehe zwei Kinder. Im Jahre 1999 heiratete er in zweiter Ehe und lebte in Bergisch Gladbach. Mit seiner zweiten Frau betrieb er bis Ende 2006 ein Hotel, die Villa Wunderlich am Mondsee.
Am 4. Oktober 2012 erlag Wunderlich im Alter von 55 Jahren den Folgen eines Hautkrebsleidens. Er wurde auf dem Augsburger Westfriedhof beigesetzt.

## Ehrungen
- Silbernes Lorbeerblatt (1978)
- Silbernes Lorbeerblatt (1983)
- Silbernes Lorbeerblatt (1984)
- Umbenennung der Sporthalle Augsburg in Erhard-Wunderlich-Sporthalle (2012)
- Mitglied der Hall of Fame des deutschen Sports[16]
- Umbenennung der Stichstraße zur Erhard-Wunderlich-Sporthalle in Erhard-Wunderlich-Allee (2020)[17]